# Theater aan het Spui

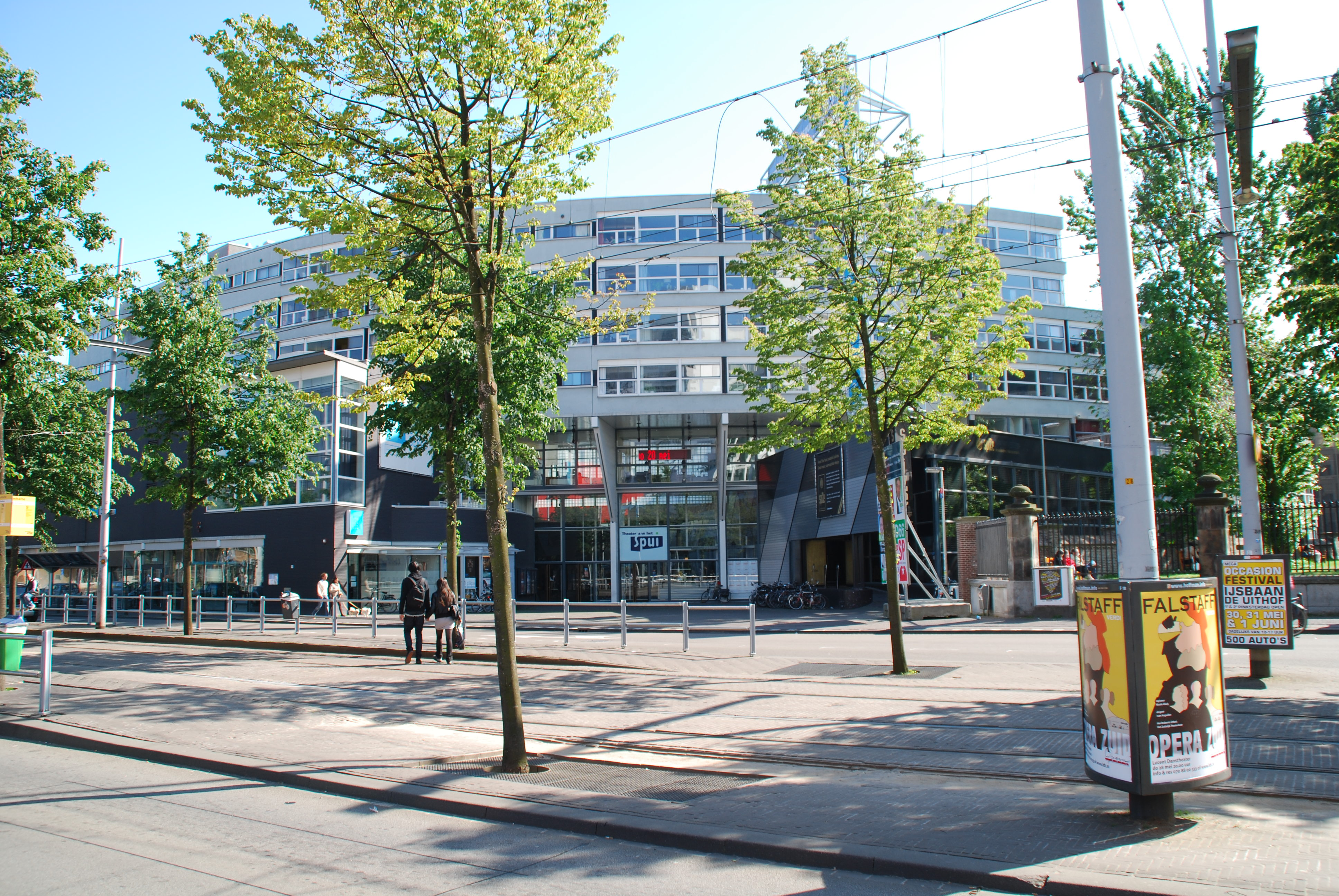
Das Theater aan het Spui

Das Theater aan het Spui ist ein mittelgroßes Theater im unmittelbaren Zentrum von Den Haag. Benachbart ist die Stadtbibliothek und im gleichen Gebäude ein Programmkino („Filmhuis Den Haag“).
Das Theater mit dem Namen einer dortigen (zugeschütteten) Gracht folgt einem Entwurf des Architekten Herman Hertzberger und erstreckt sich über zwei Säle: der großen Saal mit 360 Sitzplätzen und der kleine Saal mit 170 Sitzplätzen. Dazu gibt es ein geräumiges Foyer. Die Bühnen befinden sich auf dem gleichen Bodenniveau wie die Zuschauer. Das Theater  wurde am 6. März 1993 durch die Stadtpolitiker Ans van den Berg und Peter Noordanus feierlich eröffnet.
Das Theater beherbergt eine Reihe von Festivals wie Todaysart, CaDance, Movies that Matter, Holland Dance Festival und Writers Unlimited (vormals Winternachten).
Die eigenen Produktionen werden von Choreografen Lonneke van Leth und Jorinde Kuiper sowie den Regisseuren Annechien Koerselman und Greg Nottrot gestaltet. Die Theatergruppe Annette Speelt war bis zu ihrer Auflösung 2008 mit dem Haus fest verbunden.
Am 1. Januar 2017 fusionierte das Theater aan het Spui mit der Koninklijke Schouwburg und Het Nationale Toneel zum Het Nationale Theater.